# نمل الثور الكبير
نمل الثور الكبير (الاسم العلمي:Myrmecia maxima) هو نوع من النمل يتبع جنس نمل الثور من أسرة نملاوات الثور.